# 小池政就
小池 政就（こいけ まさなり、1974年6月23日 - ）は、日本の政治家。元衆議院議員（1期）、清華大学社会科学学院客員研究員。
父は、元三島市長の小池政臣。祖父は元衆議院議員の小池政恩。

## 経歴
静岡県三島市生まれ。静岡県立韮山高等学校を経て、上智大学経済学部卒業。
丸紅勤務を経て、2003年、ジョンズ・ホプキンス大学高等国際問題研究大学院にて修士号取得。大学院在学中から2004年初めまでDewey Ballantine LLP 法律事務所勤務。英国独立系シンクタンクDemosを経て、藤末健三参議院議員政策スタッフを務める。
2012年12月16日の第46回衆議院議員総選挙に静岡1区からみんなの党公認で立候補、小選挙区で落選（5人中4位）するも比例東海ブロックで復活当選。
2013年12月9日、江田憲司らとともに離党届を提出し、同月、結いの党の結党に参加。2014年9月に結いの党と日本維新の会の合流により、維新の党所属となる。同年12月に行われた第47回衆議院議員総選挙に静岡1区から立候補、落選した。
2015年10月の維新の党分裂に際して、おおさか維新の会に合流した。この時点で国会議員ではないが、旧結いの党の国会議員経験者（分裂当初の現役含む）でおおさか維新の会側に参加したのは小池のみである。2016年2月22日付でおおさか維新の会衆院静岡1区支部長就任が発表され、2月25日の就任会見で移籍理由の一つに民主党と維新の党との合流協議への違和感を挙げた。
2017年9月30日、細野豪志に促され日本維新の会を離党し、希望の党に移籍。これに伴い、民進党が静岡1区に擁立を予定していた元メリルリンチ日本証券社員の福村隆は静岡7区に国替えとなった。10月22日に行われた第48回衆議院議員総選挙で小池は得票数2位で落選。比例復活もかなわなかった。

## 政策
- 2013年11月26日、特定秘密保護法案の採決で賛成票を投じた[17]。
- 選択的夫婦別姓制度導入に、2014年の調査では、どちらかといえば反対[18]、としていたが、2017年の調査では、賛成、としている[19]。

## 賞
- 2004年、防衛庁主催平成15年度『安全保障に関する懸賞論文』優秀賞受賞[20]。

## 著書
- 『FTAが創る日本とアジアの未来』（藤末健三共著）オープンナレッジ、2005年12月